# یواس‌اس فیدلیتی (ای‌ام-۴۴۳)
یواس‌اس فیدلیتی (ای‌ام-۴۴۳) (به انگلیسی: USS Fidelity (AM-443)) یک کشتی بود که طول آن ۱۷۲ فوت (۵۲٫۴۳ متر) بود. این کشتی در سال ۱۹۵۳ ساخته شد.